# Wang Zhizhi
Wang Zhizhi (Pequim, 8 de julho de 1977) é um ex-basquetebolista chinês que atuava como pivô.

## Carreira
Zhizhi integrou a Seleção Chinesa nos Jogos Olímpicos de Verão de 2008, em que seu país terminou na 8ª posição.